# Asmate semiumbrosa
Asmate semiumbrosa là một loài bướm đêm trong họ Geometridae.